# Alexei Nikolajewitsch Tolstoi

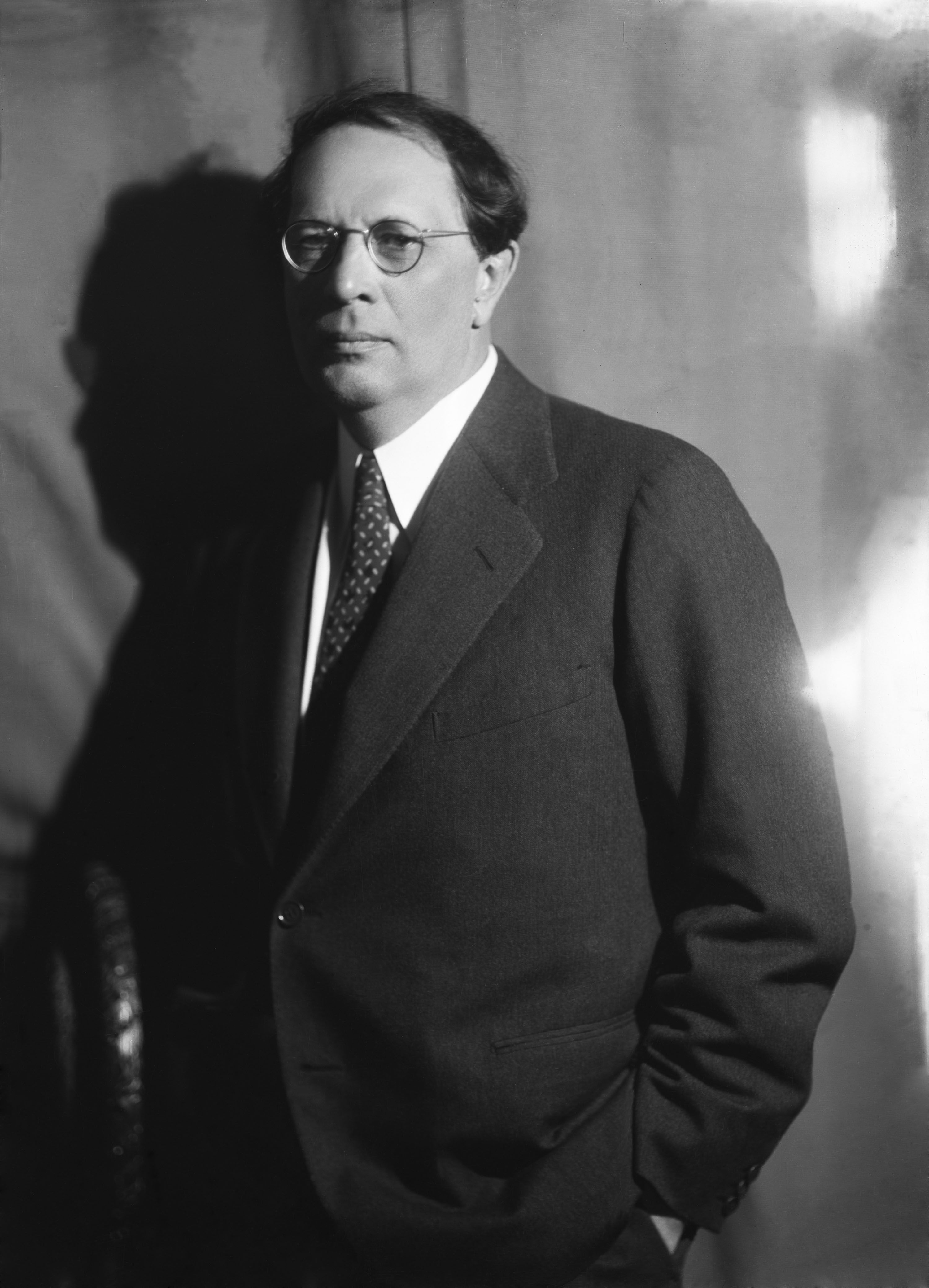
Alexei Nikolajewitsch Tolstoi

Alexei Nikolajewitsch Graf Tolstoi (russisch Алексей Николаевич Толстой, wissenschaftliche Transliteration Aleksej Nikolaevič Tolstoj; * 29. Dezember 1882jul. / 10. Januar 1883greg. in Sosnowka nahe Nikolajewsk, Gouvernement Samara, Russisches Kaiserreich (heute Pugatschow, Oblast Saratow, Russland); † 23. Februar 1945 in Moskau) war ein russisch-sowjetischer Schriftsteller. Sein heute bekanntestes und immer wieder neu aufgelegtes Buch ist Das goldene Schlüsselchen oder die Abenteuer des Burattino, seine Nacherzählung des italienischen Kinderbuchklassikers Pinocchio.

## Leben

### Im Zarenreich
Alexei Nikolajewitsch Graf Tolstoi wurde als Sohn des Offiziers Nikolai Alexandrowitsch Tolstoi, eines entfernten Verwandten des Schriftstellers Lew Tolstoi, und Alexandra Leontjewna Tolstoi (geb. Turgenjewa, einer Verwandten von Nikolai Iwanowitsch Turgenew) geboren, als der Scheidungsprozess seiner Eltern bereits im Gange war. Noch während der Schwangerschaft verließ seine Mutter ihren trunksüchtigen Mann, um mit dem Gutsverwalter namens Alexei Apollonowitsch Bostrom in dessen Heimatort zusammenzuleben. Zeitgenossen vermuteten, dass dieser der Vater des Kindes war. Da dieses aber noch vor der Scheidung geboren wurde und der Graf die Vaterschaft nicht anfocht, war die Rechtslage klar: Der Sohn erbte den Adelstitel.
1901 ging Tolstoi nach Sankt Petersburg, um Mathematik zu studieren. Das Studium setzte er 1905 in Dresden fort. In dieser Zeit begann er Gedichte im Stil Nekrassows und Nadsons zu schreiben. 1907, kurz vor dem Abschluss, gab er sein Studium auf, um sich ganz der Literatur zu widmen. 1908 erschien unter dem Titel Hinter blauen Flüssen seine erste Gedichtsammlung. Seine ersten, im Stil des Neorealismus geschriebenen Prosawerke, die Erzählung Eine Woche in Turgenjew und die Romane Die Sonderlinge und Der hinkende Fürst wurden von der Kritik positiv aufgenommen. Maxim Gorki wurde auf ihn aufmerksam und nannte ihn einen „großen und kraftvollen Schriftsteller“.
Während des Ersten Weltkrieges war Tolstoi als Kriegsberichterstatter in England und Frankreich unterwegs und schrieb Erzählungen und Skizzen über den Krieg (Auf dem Berg, Unter Wasser, Eine wundervolle Dame), begann aber auch Komödien fürs Theater zu schreiben.
Der Oktoberrevolution mit der folgenden Machtübernahme der Bolschewiki 1917 stand Tolstoi zunächst ablehnend gegenüber. Während des Bürgerkrieges arbeitete er in der Propagandaabteilung der Weißen Armee unter General Anton Iwanowitsch Denikin. Dort schrieb er neben Pamphleten gegen den Kommunismus eines seiner berühmtesten Werke, die Erzählung Nikitas Kindheit (publiziert 1922). Aus dieser Geschichte einer sorglosen Kindheit auf einem Landgut im Russischen Kaiserreich ist Tolstois Nostalgie nach dem alten Russland deutlich zu spüren.

### Emigration
Nach der Niederlage der Weißen im Bürgerkrieg emigrierte Tolstoi 1919 nach Paris. Von dort siedelte er 1921 nach Berlin über. Der ebenfalls ins Pariser Exil gegangene Schriftsteller Iwan Bunin unterstellte ihm, er sei damals vor seinen Gläubigern nach Berlin geflohen.
In Berlin schloss Tolstoi sich der Smena-Wech-Bewegung an, einer Gruppe russischer Emigranten, die bereit waren, die Herrschaft der Bolschewiki zu akzeptieren. In der von Moskau finanzierten und in Berlin erscheinenden prosowjetischen Tageszeitung Nakanune (Am Vorabend) veröffentlichte er einen Brief über die Notwendigkeit, die neue Führung im Kreml anzuerkennen. Dort wurde der Brief, der zu seinem Bruch mit der russischen Emigration führte, begeistert aufgenommen. Dieser Brief wurde jedoch von Emigranten scharf kritisiert. Die Dichterin Marina Zwetajewa warf Tolstoi vor, die Augen vor dem Terror der sowjetischen Geheimpolizei (GPU) zu verschließen. Vladimir Nabokov, mit dessen Vater Tolstoi befreundet war, brach den Kontakt zu ihm ab.

### In der Sowjetunion
1923 kehrte er nach Russland zurück. Zunächst wandte er sich dem Genre der Science-Fiction zu. Aus dieser Zeit stammen die von H. G. Wells beeinflussten Romane Aelita (1923) und Geheimnisvolle Strahlen. In dem Roman Schwarzer Freitag (später unter dem Titel Emigranten) und der Erzählung Schwarzes Gold rechnete er mit seinen Landsleuten in der Emigration ab.
Die Romantrilogie Der Leidensweg (1922–1941), in der am Beispiel einer Intellektuellenfamilie ein Panorama der russischen Gesellschaft vor, während und nach der Revolution gezeichnet wird, überarbeitete er wiederholt nach den ideologischen Erfordernissen der Zeit. In der letzten Version entsprach sie den Kriterien des Sozialistischen Realismus wie auch die Novelle Brot (1937), in der er durch die Verherrlichung von Stalins Rolle im Bürgerkrieg bei der Verteidigung der Stadt Zarizyn 1918 zu Geschichtsfälschung und Legendenbildung beiträgt.
Nicht so eindeutig tendenziös ist der von der Literaturkritik oft als Tolstois Hauptwerk anerkannte Roman Peter der Große (1929–1945, nicht abgeschlossen), in dem er ein breites Bild der russischen Gesellschaft zur Zeit Peters des Großen zeichnet.
Nach dem Tod Maxim Gorkis 1936 trat Tolstoi bis 1938 an die Spitze des Schriftstellerverbandes und wurde damit zur führenden Figur der offiziellen Sowjetliteratur. Aufgrund seiner Loyalität zur sowjetischen Führung erhielt er den Beinamen „Roter Graf“. Er wurde in den Obersten Sowjet gewählt, bekam unbegrenzten Kredit bei der Staatsbank und bezog einen Herrensitz bei Moskau. Er füllte ihn mit antiken Möbeln und Kunstgegenständen, die er zu symbolischen Preisen aus dem Besitz der enteigneten und verfolgten früheren Führungsschicht bekam. Auch stand ihm Dienstpersonal zur Verfügung.
Während der Stalinschen Säuberungen unterzeichnete Tolstoi Aufrufe zur Hinrichtung der Angeklagten, die darin „Verräter und Spione“ genannt wurden. Auch saß er bei Schauprozessen unter den Zuschauern. 1939 wurde er zum Mitglied der Akademie der Wissenschaften der UdSSR gewählt.
Im Zweiten Weltkrieg stand er auf der „Sonderfahndungsliste UdSSR“ der Gestapo, die insgesamt 5256 Namen umfasste, darunter Stalin und die anderen Mitglieder des Politbüros. Im Krieg schrieb Tolstoi Texte und Parolen zur Wehrertüchtigung. Doch im Gegensatz zu anderen Schriftstellern hielt er sich von der Front fern, er bezog ein komfortables Haus im warmen und gut versorgten Taschkent. Dort suchte ihn der polnische Schriftsteller Józef Czapski auf, der im Auftrag der polnischen Exilregierung nach Offizieren der polnischen Streitkräfte fahndete, die in Gefangenschaft verschollen waren, und bat ihn um Hilfe bei der Suche. Doch sind bislang keine Belege dafür bekannt geworden, dass Tolstoi dieses Versprechen gehalten hätte.
Im Januar 1944 gehörte er der „Sonderkommission für die Feststellung und Untersuchung der Gräueltaten der deutsch-faschistischen Eindringlinge und ihrer Komplizen“ an sowie einer Kommission unter Leitung des Gerichtsmediziners Nikolai Burdenko, die die Massengräber von Katyn untersuchen sollte. Tolstoi gehörte zu den Unterzeichnern des Berichtes der Burdenko-Kommission, dem zufolge die „Deutschfaschisten“ die polnischen Kriegsgefangenen ermordet haben. Russische Literaturhistoriker sehen seine Teilnahme auch als Bewährungsprobe an: Stalin hatte kurz zuvor seinen Roman Peter der Große und die Erstfassung seines Dramas Iwan IV. kritisiert. Von Tolstoi wurde demnach erwartet, dass er seinen Teil dazu beitrug, westliche Journalisten, die zur Präsentation der Burdenko-Kommission kamen, von der Korrektheit der sowjetischen Version zu überzeugen. Sein Enkel Iwan Tolstoi, Literaturhistoriker und Redakteur bei Radio Liberty in Prag, teilte 2014 in einem Artikel mit, dass sein Großvater unter dem Siegel der Verschwiegenheit seinem Sohn gegenüber große Zweifel an dem Bericht der Burdenko-Kommission geäußert habe; vielmehr seien er und andere Mitglieder der Kommission durchaus von der Täterschaft der Geheimpolizei NKWD überzeugt gewesen.
Tolstoi war viermal verheiratet. Seine dritte Frau war die Lyrikerin Natalja Wassiljewna Krandijewskaja-Tolstaja. Er ist der Großvater der zeitgenössischen Schriftstellerin Tatjana Nikititschna Tolstaja.
Tolstoi starb am 23. Februar 1945 und wurde auf dem Nowodewitschi-Friedhof in Moskau beigesetzt.

## Auszeichnungen
Für die ersten beiden Bände des Romans Peter der Große wurde Tolstoi 1941 mit dem Stalinpreis ausgezeichnet, ebenso 1943 für die Leidensweg-Trilogie. Posthum erhielt er 1946 seinen dritten Stalinpreis für das Drama Iwan der Schreckliche. Der erste Entwurf dafür war allerdings zuvor in der Kulturabteilung des Zentralkomitees scharf kritisiert worden: Der Zar sei darin als Zauderer dargestellt. Tolstoi schrieb daraufhin den Text um.
Nach Tolstoi sind der Marskrater Alexey Tolstoy sowie der Asteroid (3771) Alexejtolstoj benannt.

## Werke (Auswahl)
- Хромой барин. Roman, 1910
  - deutsche Ausgabe: Der hinkende Fürst. Übersetzt von Ruth Elisabeth Riedt. Aufbau-Verlag, Berlin 1966
- Детство Никиты. Novelle, 1920
  - deutsche Ausgabe: Nikitas Kindheit. SWA-Verlag, Berlin 1949
  - deutsche Ausgabe: Nikitas Kindheit. Übersetzt von Cornelius Bergmann. Erich Röth Verlag, Eisenach 1950
  - deutsche Ausgabe: Nikitas Kindheit. Übersetzt von Maria Hoerll. Deuerlich, Göttingen 1954
- Хождение по мукам (Der Leidensweg). Romantrilogie, 1921–1941
  - Band 1: Сёстры. 1921, überarbeitet 1925
    - deutsche Ausgabe: Die Schwestern. Übersetzt von Alexander Eliasberg. Beck, München 1922
    - deutsche Ausgabe: Die Schwestern. Übersetzt von Maximilian Schick. SWA-Verlag, Berlin 1946

  - Band 2: Восемнадцатый год. 1928
    - deutsche Ausgabe: Das Jahr Achtzehn. Übersetzt von Maximilian Schick. SWA-Verlag, Berlin 1946

  - Band 3: Хмурое утро. 1941
    - deutsche Ausgabe: Trüber Morgen. Übersetzt von Maximilian Schick. SWA-Verlag, Berlin 1947
- Аэлита. Roman, 1922
  - deutsche Ausgabe: Ae͏̈lita. Ein Marsroman. Übersetzt von Alexander Eliasberg. AVA, München 1924
  - deutsche Ausgabe: Aelita. Übersetzt von Hertha von Schulz. Aufbau-Verlag, Berlin 1957
- Похождения Невзорова, или Ибикус. Roman, 1924
  - deutsche Ausgabe: Ibykus. Der Roman eines Revolutions-Abenteurers. Übersetzt von Arnold Wasserbauer. Merlin-Verlag, Heidelberg 1927
  - deutsche Ausgabe: Ibykus. Übersetzt von Christine Patzer. Aufbau-Verlag, Berlin 1956
- Rasputin oder die Verschwörung der Zarin. Ein Stück Weltgeschichte in fünf Aufzügen und einem Vorspiel, 1925[15]
- Гиперболоид инженера Гарина. Roman, 1925, überarbeitet 1934, 1936, 1937
  - deutsche Ausgabe: Das Geheimnis der infraroten Strahlen. Übersetzt von Arnold Wasserbauer. NDV, Berlin 1927
  - deutsche Ausgabe: Geheimnisvolle Strahlen. Übersetzt von Anneliese Bauch. Kultur und Fortschritt, Berlin 1957
- Эмигранты. Roman, 1931
  - deutsche Ausgabe: Die Emigranten. Übersetzt von Felix Loesch. Aufbau-Verlag, Berlin 1956
- Пётр Первый (Peter der Erste). Romantrilogie, unvollendet. 1934–1945
  - Buch 1. 1934
    - deutsche Ausgabe: Peter der Große. Übersetzt von Wolfgang E. Groeger. Haessel, Leipzig 1931
    - deutsche Ausgabe: Peter der Erste. Buch 1. Übersetzt von Maximilian Schick. Aufbau-Verlag, Berlin 1950

  - Buch 2. 1934
    - deutsche Ausgabe: Peter der Erste. Buch 2. Übersetzt von Maximilian Schick. Aufbau-Verlag, Berlin 1951

  - Buch 3. 1945
    - deutsche Ausgabe: Peter der Erste. Buch 3. Übersetzt von Maximilian Schick. Aufbau-Verlag, Berlin 1951
- Золотой ключик, или Приключения Буратино. Märchen, 1936 (russische Version von Carlo Collodis Kinderbuchklassiker Pinocchio)
  - deutsche Ausgabe: Das goldene Schlüsselchen oder die Abenteuer des Burattino. Übersetzt von Robert von Radetzky. Holz, Berlin 1947
- Хлеб. Roman, 1937
  - deutsche Ausgabe: Brot. Die Verteidigung von Zarizyn. Übersetzt von Ellen Walden. Deutscher Staatsverlag, Engels 1939.
  - deutsche Ausgabe: Brot. Roman aus dem russischen Bürgerkrieg. Übersetzt von Paul Kutzner. Volk und Buch, Leipzig 1948
  - deutsche Ausgabe: Brot. Die Verteidigung von Zarizyn. Übersetzt von Paul Kutzner, bearbeitet von Irene Müller. Aufbau-Verlag, Berlin 1953
  - Руссҝие народные сказҝи. Russische Volksmärchen, erzählt von A. N. Tolstoi. Übersetzt von Margarete Spady, Verlag Kultur und Fortschritt Berlin 1955

## Verfilmungen (Auswahl)
- Das goldene Schlüsselchen von Alexander Ptuschko, Mosfilm, nach dem Kinderbuch Das goldene Schlüsselchen oder die Abenteuer des Burattino (1939)
- Peters Jugend von Sergei Gerassimow, DEFA und Gorki-Filmstudios, nach den ersten beiden Teilen des Romans Peter der Erste (1981)